# Novake (Vojnik, Slovenija)
Novake je naselje u slovenskoj Općini Vojniku. Novake se nalazi u pokrajini Štajerskoj i statističkoj regiji Savinjskoj. 

## Stanovništvo
Prema popisu stanovništva iz 2002. godine naselje je imalo 79 stanovnika.